# Thrixspermum linearifolium
Thrixspermum linearifolium är en orkidéart som beskrevs av Oakes Ames. Thrixspermum linearifolium ingår i släktet Thrixspermum och familjen orkidéer. Inga underarter finns listade i Catalogue of Life.